# خیابان ملت

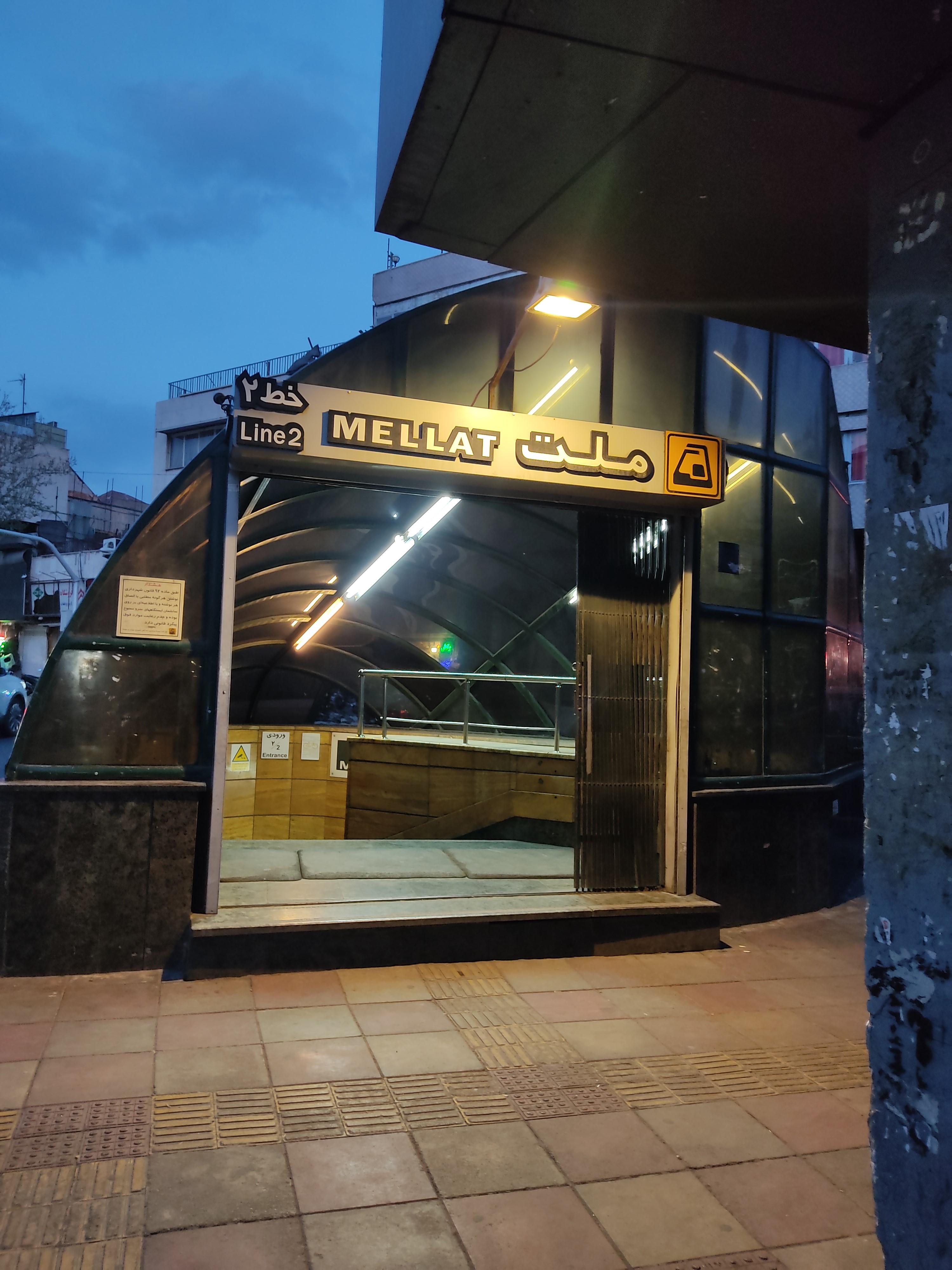
ورودی ایستگاه مترو، خیابان ملت

خیابان ملت با شماره‌گذاری معابر خیابان ۳۲۵۳ تهران یکی از خیابان‌های مرکزی شهر تهران است. این خیابان که در منطقه ۱۲ شهرداری تهران قرار دارد، بورس لوازم یدکی خودرو به ویژه چراغ خودرو می‌باشد.
خیابان ملت از خیابان امیرکبیر، بعد از میدان توپخانه در جنوب آغاز شده و تا خیابان جمهوری، نرسیده به میدان بهارستان در شمال ادامه دارد. عمارت مسعودیه در جوار این خیابان قرار دارد. نزدیکترین ایستگاه مترو به این خیابان، ایستگاه متروی ملت می‌باشد.